# Bougarber
Bougarber (prononcé [buɡaʁbe] ; en béarnais Borg Garbèr ou Bougarbè) est une commune française, située dans le département des Pyrénées-Atlantiques en région Nouvelle-Aquitaine.
Le gentilé est Bougarbersien.

## Géographie

### Localisation
La commune de Bougarber se trouve dans le département des Pyrénées-Atlantiques, en région Nouvelle-Aquitaine.
Elle se situe à 17 km par la route de Pau, préfecture du département, et à 10 km d'Artix, bureau centralisateur du canton d'Artix et Pays de Soubestre dont dépend la commune depuis 2015 pour les élections départementales. 
La commune fait en outre partie du bassin de vie de Pau.
Les communes les plus proches sont : 
Viellenave-d'Arthez (1,5 km), Viellenave-d'Arthez (2,7 km), Beyrie-en-Béarn (2,8 km), Uzein (3,2 km), Labastide-Monréjeau (4,3 km), Aussevielle (4,8 km), Casteide-Cami (4,8 km), Denguin (4,8 km).
Sur le plan historique et culturel, Bougarber fait partie de la province du Béarn, qui fut également un État et qui présente une unité historique et culturelle à laquelle s’oppose une diversité frappante de paysages au relief tourmenté.

### Communes limitrophes
Les communes limitrophes sont  Beyrie-en-Béarn, Cescau, Denguin, Poey-de-Lescar, Uzein et Viellenave-d'Arthez.
| Cescau  | Viellenave-d'Arthez |                |
|         | Bougarber           | Uzein          |
| Denguin | Beyrie-en-Béarn     | Poey-de-Lescar |

Au nord-est, le territoire de Momas n'est distant que d'une cinquantaine de mètres.

### Hydrographie

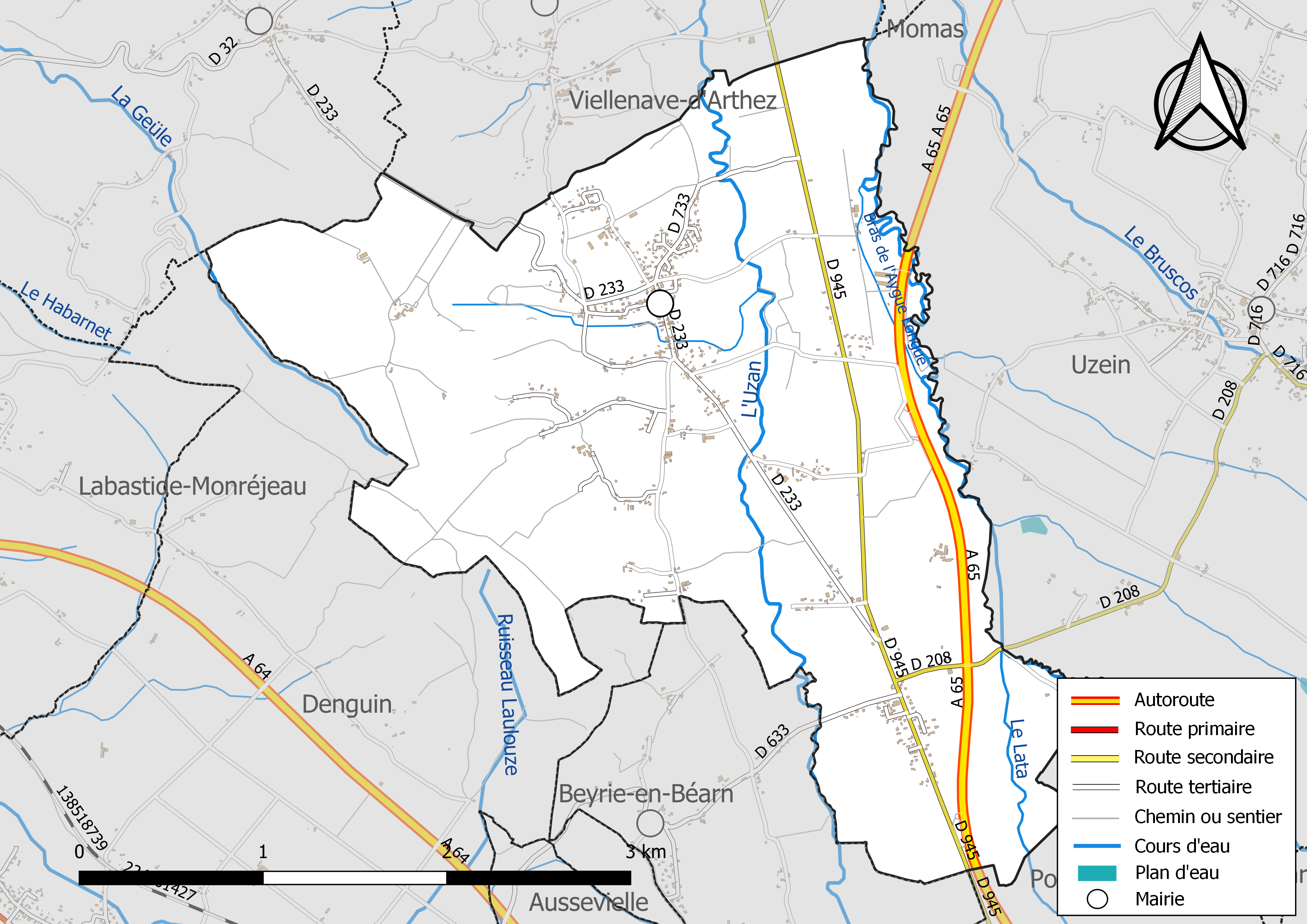
Réseaux hydrographique et routier de Bougarber.

La commune est drainée par la Geüle, l'Aïgue Longue, l'Uzan, le Lata, un bras de l'Aygue Longue, et par divers petits cours d'eau, constituant un réseau hydrographique de 12 km de longueur totale,.
La Geüle, d'une longueur totale de 21,2 km, prend sa source dans la commune de Denguin et s'écoule d'est en ouest. Elle traverse la commune et se jette dans le gave de Pau à Mont, après avoir traversé 9 communes.
L'Aïgue Longue, d'une longueur totale de 24,4 km, prend sa source dans la commune de Pau et s'écoule du sud-est vers le nord-ouest. Il traverse la commune et se jette dans le Luy du Béarn à Momas, après avoir traversé 13 communes.
L'Uzan, d'une longueur totale de 23,6 km, prend sa source dans la commune de Lons et s'écoule du sud-est vers le nord-ouest. Il traverse la commune et se jette dans le Luy du Béarn à Uzan, après avoir traversé 12 communes.

### Climat
Pour des articles plus généraux, voir Climat de la Nouvelle-Aquitaine et Climat des Pyrénées-Atlantiques.
Historiquement, la commune est exposée à un climat de montagne.  
En 2020, Météo-France publie une typologie des climats de la France métropolitaine dans laquelle la commune est toujours exposée à un climat de montagne et est dans la région climatique Pyrénées atlantiques, caractérisée par une pluviométrie élevée (>1 200 mm/an) en toutes saisons, des hivers très doux (7,5 °C en plaine) et des vents faibles.
Pour la période 1971-2000, la température annuelle moyenne est de 13,3 °C, avec une amplitude thermique annuelle de 14,1 °C. Le cumul annuel moyen de précipitations est de 1 184 mm, avec 11,8 jours de précipitations en janvier et 7,7 jours en juillet. Pour la période 1991-2020, la température moyenne annuelle observée sur la station météorologique la plus proche, située sur la commune d'Uzein à 3,19 km à vol d'oiseau, est de 13,7 °C et le cumul annuel moyen de précipitations est de 1 093,8 mm,. Pour l'avenir, les paramètres climatiques de la commune estimés pour 2050 selon différents scénarios d’émission de gaz à effet de serre sont consultables sur un site dédié publié par Météo-France en novembre 2022.

### Milieux naturels et biodiversité

#### Réseau Natura 2000
Le réseau Natura 2000 est un réseau écologique européen de sites naturels d'intérêt écologique élaboré à partir des Directives « Habitats » et « Oiseaux », constitué de zones spéciales de conservation (ZSC) et de zones de protection spéciale (ZPS).
Un site Natura 2000 a été défini sur la commune au titre de la « directive Habitats » : le « gave de Pau », d'une superficie de 8 194 ha, un vaste réseau hydrographique avec un système de saligues encore vivace,.

## Urbanisme

### Typologie
Au 1er janvier 2024, Bougarber est catégorisée commune rurale à habitat dispersé, selon la nouvelle grille communale de densité à sept niveaux définie par l'Insee en 2022.
Elle est située hors unité urbaine. Par ailleurs la commune fait partie de l'aire d'attraction de Pau, dont elle est une commune de la couronne,. Cette aire, qui regroupe 227 communes, est catégorisée dans les aires de 200 000 à moins de 700 000 habitants,.

### Occupation des sols

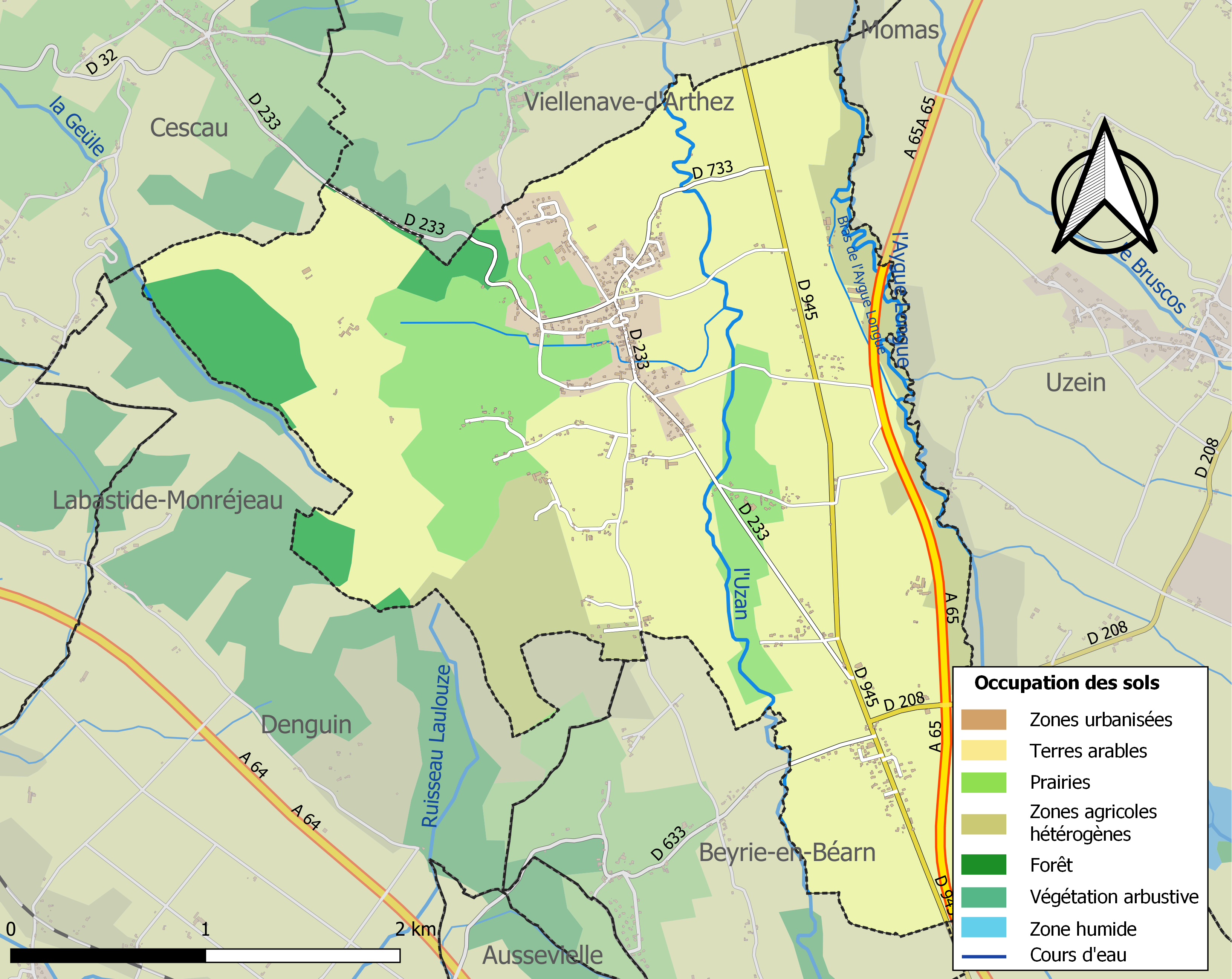
Carte des infrastructures et de l'occupation des sols de la commune en 2018 (CLC).

L'occupation des sols de la commune, telle qu'elle ressort de la base de données européenne d’occupation biophysique des sols Corine Land Cover (CLC), est marquée par l'importance des territoires agricoles (89,8 % en 2018), en diminution par rapport à 1990 (91,2 %). La répartition détaillée en 2018 est la suivante : 
terres arables (66,4 %), prairies (13,5 %), zones agricoles hétérogènes (10 %), forêts (5,9 %), zones urbanisées (4,3 %). L'évolution de l’occupation des sols de la commune et de ses infrastructures peut être observée sur les différentes représentations cartographiques du territoire : la carte de Cassini (XVIIIe siècle), la carte d'état-major (1820-1866) et les cartes ou photos aériennes de l'IGN pour la période actuelle (1950 à aujourd'hui).

### Lieux-dits et hameaux
- Les Abésiaux
- Affiusat
- Arbus
- Bédat
- Casales
- Cloutet
- la Lanne
- L'espiau
- Liret
- Luchane
- Pétarrère
- La Peyre
- Pont-Long
- la Serre
- l'Uzan

### Voies de communication et transports
La commune est desservie par les routes départementales D 208, D 233, D 733 et D 945.

### Risques majeurs
Le territoire de la commune de Bougarber est vulnérable à différents aléas naturels : météorologiques (tempête, orage, neige, grand froid, canicule ou sécheresse), inondations, mouvements de terrains et séisme (sismicité modérée). Il est également exposé à un risque technologique,  le transport de matières dangereuses. Un site publié par le BRGM permet d'évaluer simplement et rapidement les risques d'un bien localisé soit par son adresse soit par le numéro de sa parcelle.

#### Risques naturels
Certaines parties du territoire communal sont susceptibles d’être affectées par le risque d’inondation par une crue torrentielle ou à montée rapide de cours d'eau, notamment l'Aygue longue, l'Uzan et la Geüle. La commune a été reconnue en état de catastrophe naturelle au titre des dommages causés par les inondations et coulées de boue survenues en 1982, 2008 et 2009,.
Les mouvements de terrains susceptibles de se produire sur la commune sont des affaissements et effondrements liés aux cavités souterraines (hors mines). Afin de mieux appréhender le risque d’affaissement de terrain, un inventaire national permet de localiser les éventuelles cavités souterraines sur la commune.

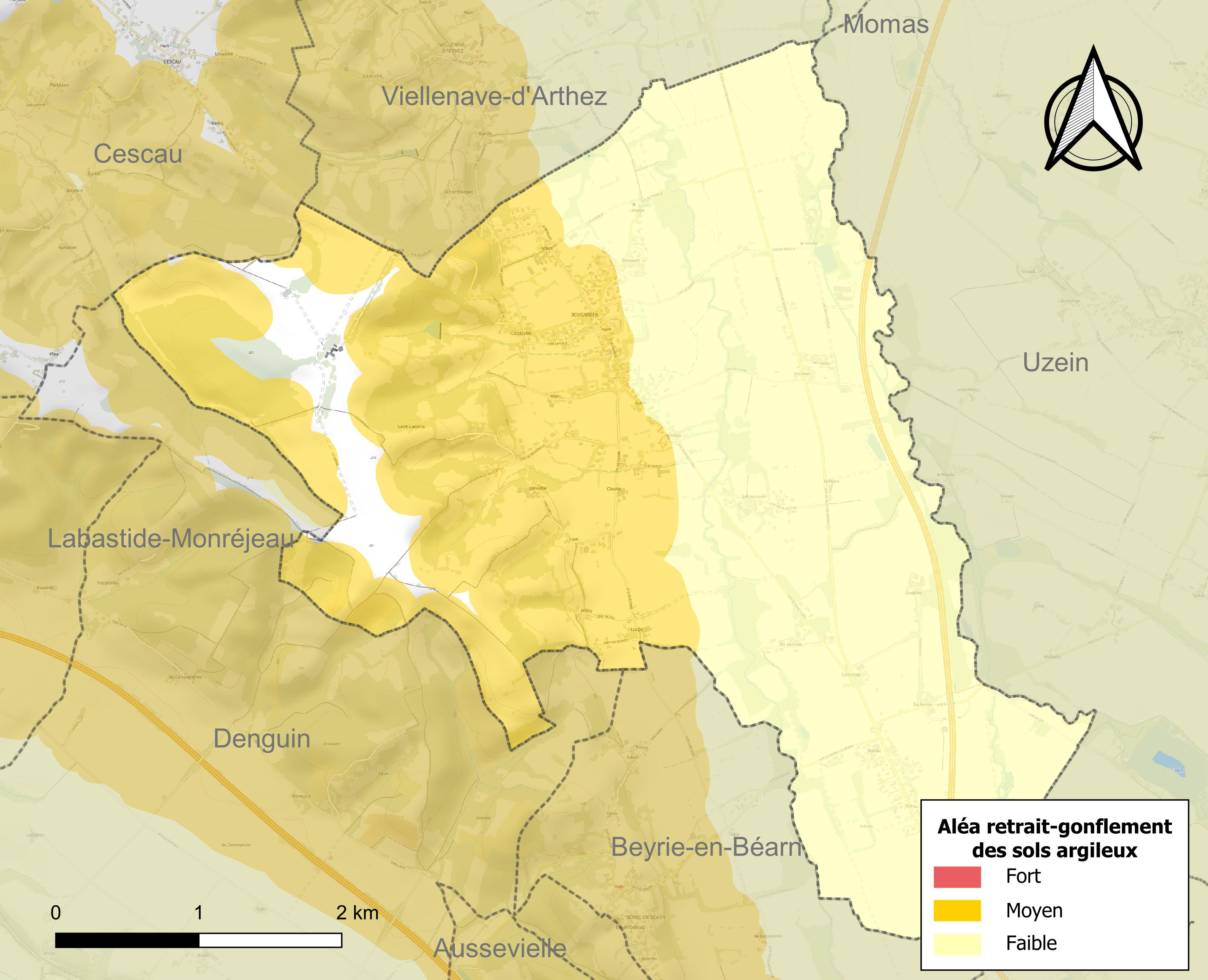
Carte des zones d'aléa retrait-gonflement des sols argileux de Bougarber.

Le retrait-gonflement des sols argileux est susceptible d'engendrer des dommages importants aux bâtiments en cas d’alternance de périodes de sécheresse et de pluie. 38,7 % de la superficie communale est en aléa moyen ou fort (59 % au niveau départemental et 48,5 % au niveau national). Depuis le 1er octobre 2020, en application de la loi ELAN, différentes contraintes s'imposent aux vendeurs, maîtres d'ouvrages ou constructeurs de biens situés dans une zone classée en aléa moyen ou fort,.

## Toponymie
Bougarber est une bastide béarnaise dont le nom Bourg Garbè signifie 'bourg gerbier'.
Le toponyme Bougarber apparaît sous les formes 
Borc-Garber et Borc-Garbe (respectivement 1385 et XIVe siècle, censier de Béarn), 
Montgerbiel (XIVe siècle, Jean Froissart, livre IV), 
Borgarber (1402, censier de Béarn), 
Mongarber (1538, réformation de Béarn) et 
Bourgarber (1625, titres de Béarn).

Le toponyme provient de deux mots d'origine germanique borc /burk/ 'bourg' et garbè (bas-latin garbarius) dérivé de garba 'gerbe de blé'.
Les Abésiaux, ancienne école, est mentionné sous la forme la Bésiau (1778, terrier de Bougarber).
Affiusat, lande de la commune, est cité en 1863 dans le dictionnaire topographique Béarn-Pays basque.
Le toponyme Arbus apparaît sous la forme Arbuus (1385, censier de Béarn).
Espiau, ancien hôpital pour les pèlerins, est mentionné en 1170 (d'après Pierre de Marca), et apparaît sous les formes 
Lespiaup (1290, titres de Béarn), 
Lespiaub (XIIIe siècle, fors de Béarn), 
l'espitau de Lespiaub (1385, censier de Béarn) et 
Commenda Sancti Jacobi de Spinalba (1527, titres des Barnabites de Lescar). Le toponyme Spinalba signifie 'épine blanche', une étymologie romane crédible, peut-être une réfection savante qu'il faut comparer avec Espiaubaig à Andrein en 1527.

## Histoire

### Protohistoire
Tumulus posthallstattiens
À environ 800 m au sud-est du château, un tumulus fouillé en 1913 par l'abbé André Pédebucq a livré des débris de bronze ; une urne funéraire à col évasé, pied étroit et panse légèrement carénée, recouverte d'une coupe ; et un vase rempli de cendres, recouvert d'une coupe ornée de gravures rectilignes. Fabre attribue ce mobilier au premier âge du fer.
En 1920, l'abbé Pédebucq continue les fouilles sur le premier tumulus et en fouille deux autres. Ils ont livré des vases recouverts de coupes et remplis de cendres, de formes atypiques, qui peuvent aussi bien dater de l'âge du cuivre (Chalcolithique) que du post-Hallstatt. Une datation est cependant possible grâce à des fragments de fibules : une fibule en fer dont le pied courbé en angle droit se termine par un bouton et une fibule à arbalète dont l'axe en fer est orné de disques de bronze. Ces vestiges sont comparables au mobilier équivalent d'Avezac-Prat et du Tursan. La fibule en fer à bouton est fréquente sur le plateau de Ger. Mais les modèles en forme d'arbalète et dont l'axe est orné de disques de bronze n'y ont pas été signalés, alors qu'ils sont très nombreux à Avezac et dans le Tursan où ils ont été trouvés avec une fibule de La Tène II. Ces formes appartiennent à la première ou à la deuxième période posthallstattienne, ou peut-être aux deux.

### Moyen-Âge
Paul Raymond note qu'en 1385, Bougarber comptait cinquante-neuf feux et dépendait du bailliage de Pau.

#### Les Hospitaliers
L'Espiau était une commanderie de l'ordre de Saint-Jean de Jérusalem, qui dépendait de Sainte-Christine (Espagne). L'hôpital était situé dans les landes du Pont-Long, sur le chemin Romiu, nom qui s'appliquait à tous les chemins suivis depuis le XIe siècle par les pèlerins de Saint-Jacques-de-Compostelle, couramment bordés de commanderies, d'hôpitaux ou auberges.

### Temps modernes
Beyrie a été unie à Bougarber de l'an XII à 1809.

## Politique et administration
| Période | Période  | Identité    | Étiquette | Qualité |
| ------- | -------- | ----------- | --------- | ------- |
| 1995    | 2008     | Guy Weber   |           |         |
| 2008    | 2014     | Guy Weber   |           |         |
| 2014    | En cours | Corinne Hau |           |         |

### Intercommunalité
La commune de Bougarber fait partie de quatre structures intercommunales :
- la communauté d'agglomération Pau Béarn Pyrénées ;
- le SIVU pour le service de soins infirmiers à domicile pour personnes âgées du canton de Lescar ;
- le syndicat « eau et assainissement » des Trois Cantons ;
- le syndicat d’énergie des Pyrénées-Atlantiques.

## Population et société

### Démographie
L'évolution du nombre d'habitants est connue à travers les recensements de la population effectués dans la commune depuis 1793. Pour les communes de moins de 10 000 habitants, une enquête de recensement portant sur toute la population est réalisée tous les cinq ans, les populations de référence des années intermédiaires étant quant à elles estimées par interpolation ou extrapolation. Pour la commune, le premier recensement exhaustif entrant dans le cadre du nouveau dispositif a été réalisé en 2008.

En 2022, la commune comptait 857 habitants, en évolution de −1,38 % par rapport à 2016 (Pyrénées-Atlantiques : +3,78 %, France hors Mayotte : +2,11 %).
| 1793 | 1800 | 1806 | 1821 | 1831 | 1836 | 1841 | 1846 | 1851 |
| ---- | ---- | ---- | ---- | ---- | ---- | ---- | ---- | ---- |
| 345  | 360  | 458  | 381  | 444  | 461  | 441  | 425  | 398  |

| 1856 | 1861 | 1866 | 1872 | 1876 | 1881 | 1886 | 1891 | 1896 |
| ---- | ---- | ---- | ---- | ---- | ---- | ---- | ---- | ---- |
| 375  | 388  | 378  | 384  | 351  | 364  | 377  | 360  | 332  |

| 1901 | 1906 | 1911 | 1921 | 1926 | 1931 | 1936 | 1946 | 1954 |
| ---- | ---- | ---- | ---- | ---- | ---- | ---- | ---- | ---- |
| 314  | 345  | 300  | 288  | 258  | 292  | 295  | 289  | 273  |

| 1962 | 1968 | 1975 | 1982 | 1990 | 1999 | 2006 | 2008 | 2013 |
| ---- | ---- | ---- | ---- | ---- | ---- | ---- | ---- | ---- |
| 372  | 376  | 403  | 469  | 600  | 650  | 683  | 697  | 811  |

| 2018 | 2022 | - | - | - | - | - | - | - |
| ---- | ---- | - | - | - | - | - | - | - |
| 834  | 857  | - | - | - | - | - | - | - |

La commune fait partie de l'aire d'attraction de Pau.

## Culture locale et patrimoine

### Patrimoine civil
Bougarber s'étend aujourd'hui au-delà des limites de la bastide, le long des voies perpendiculaires à la rue principale médiévale, la Carrère. La bâti s'est un peu densifié le long de cette voie. Les fossés ont été comblés. La  porte nord du XIVe siècle, spécimen du système défensif des bastides béarnaises, reste visible. Cette porte est inscrite aux monuments historiques.

### Patrimoine religieux
L'église Notre-Dame date partiellement du XVIIe siècle.

## Équipements
Éducation
La commune dispose d'une école primaire et maternelle.

## Personnalités liées à la commune
Marian Himner, archéologue polonais, y est mort le 22 juillet 1916.

## Pour approfondir